# Setodes portionalis
Setodes portionalis is een fossiele soort schietmot uit de familie Leptoceridae.